# Chaunoproctus plumosus
Chaunoproctus plumosus är en kvalsterart som först beskrevs av Tseng 1982.  Chaunoproctus plumosus ingår i släktet Chaunoproctus och familjen Caloppiidae. Inga underarter finns listade i Catalogue of Life.